# Euchalinus multimaculatus
Euchalinus multimaculatus är en stekelart som beskrevs av Kusigemati 1986. Euchalinus multimaculatus ingår i släktet Euchalinus och familjen brokparasitsteklar. Inga underarter finns listade i Catalogue of Life.